# Dryoscopus angolensis
Dryoscopus angolensis là một loài chim trong họ Malaconotidae.
Nó được tìm thấy ở Angola, Cameroon, Cộng hòa Congo, Cộng hòa Dân chủ Congo, Guinea Xích đạo, Kenya, Nigeria, Rwanda, Sudan,Tanzania, Uganda. Môi trường sốngtự nhiên của nó là rừng núi ẩm nhiệt đới hoặc cận nhiệt đới.